# 7542-es mellékút (Magyarország)
A 7542-es számú mellékút egy kevesebb, mint négy kilométer hosszú, négy számjegyű országos közút Zala vármegyében. Három település területét érinti a Zalai-dombság középső részén, de tulajdonképpen csak egyetlen külterületi településrészen halad keresztül. Jelentőségét – aminek feltehetőleg a négy számjegyű útként történt besorolását is köszönheti – feltehetőleg az adja, hogy a közvetlen szomszédságában tárták fel a megye egyik legelsőként ismertté vált, és azóta is működő földgázlelőhelyét.

## Nyomvonala
A 7537-es útból ágazik ki, nem sokkal annak nyolcadik kilométere után, nyugat-délnyugati irányban, Lispeszentadorján déli határszélén. Már szinte a kezdetétől az előbbi település és Kiscsehi határa közelében húzódik, 400 méter után pedig át is lép ez utóbbi település területére. 1,5 kilométer után eléri Budafapuszta és a Zichy-vadászkastély térségét, itt fokozatosan nyugat-északnyugati irányba fordul. Hamarosan ismét délebbi irányt vesz, majd az utolsó méterein keresztezi a Szentadorjáni-patakot. A Muraszemenye-Aligvár és Lispeszentadorján északi része között húzódó 7541-es útba beletorkollva ér véget, majdnem pontosan annak 4. kilométerénél, Kiscsehi és Csörnyeföld határvonalán.
Teljes hossza, az országos közutak térképes nyilvántartását szolgáló kira.gov.hu adatbázisa szerint 3,889 kilométer.